# 키시뇨프 포그롬

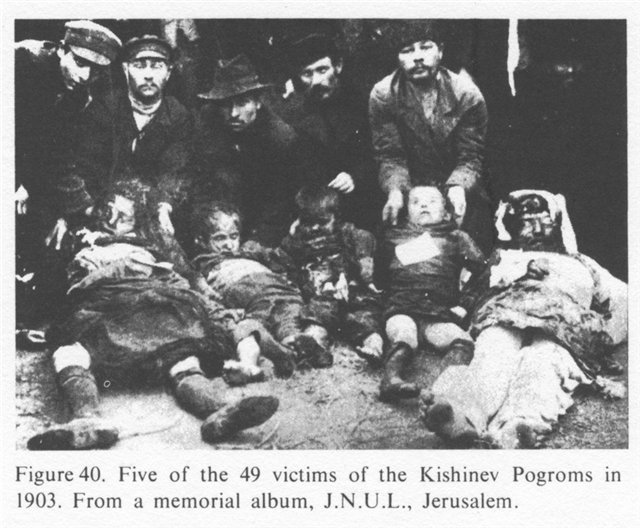

키시뇨프 포그롬(러시아어: Кишинёвский погром, 루마니아어: Pogromul de la Chișinău)은 1903년 4월과 1905년 10월에 러시아 제국 키시뇨프(오늘날의 몰도바의 수도 키시너우)에서 발생한 반유대주의 포그롬이다.
1903년의 제1차 포그롬 당시 사망자 49명, 중상자 92명, 경상자 500여명이 발생했고, 많은 유대인 여성들이 강간당했으며 가옥 1,500여채가 파괴되었다. 이 사건은 러시아의 유대인들이 받는 박해가 전세계적으로 공론화되는 계기가 되었으며, 테오도르 헤르츨은 제6회 세계 시온주의자 대회에서 우간다 계획을 마련했다.

## 같이 보기
- 몰도바 유대인